# Сятракасинське сільське поселення
Сятрака́синське сільське поселення (рос. Сятракасинское сельское поселение) — муніципальне утворення у складі Моргауського району Чувашії, Росія. Адміністративний центр — присілок Сятракаси.

## Склад
До складу поселення входять такі населені пункти:
| Населений пункт           | Населення, осіб (2010) |
| ------------------------- | ---------------------- |
| Ірхкаси, присілок         | 26                     |
| Кашмаші, присілок         | 749                    |
| Оточево, село             | 154                    |
| Сіньял-Оточево, присілок  | 113                    |
| Сіньял-Хоракаси, присілок | 131                    |
| Сятракаси, присілок       | 642                    |
| Торінкаси, присілок       | 92                     |
| Хоракаси, виселок         | 87                     |
| Шупосі, присілок          | 218                    |
| Юдеркаси, присілок        | 92                     |
| Ятманкіно, присілок       | 320                    |